# João Albuquerque
João Albuquerque (Barreiro, 25 de Dezembro de 1986) é um político português que é deputado ao Parlamento Europeu pelo Partido Socialista desde 2022.